# Elsa Kugelberg
Elsa Viktoria Caroline Kugelberg, född 31 mars 1991 i Stockholm , är en svensk postdoktoral forskare i statsvetenskap vid Oxfords universitets Nuffield College. Hon är även medarbetare och krönikör på Dagens Nyheters kulturredaktion.
Kugelberg har en doktorsexamen i politisk teori från Oxfords universitet. Hon har tidigare studerat på London School of Economics och Uppsala universitet.
Kugelberg är gift med statsvetaren och kulturskribenten Henrik D. Kugelberg. Hennes farfar var överläkaren och professorn Jan Kugelberg, farmor var psykoanalytikern Elisabeth Lagercrantz och hennes morfar är psykiatern Clarence Crafoord.